# أفيفيم

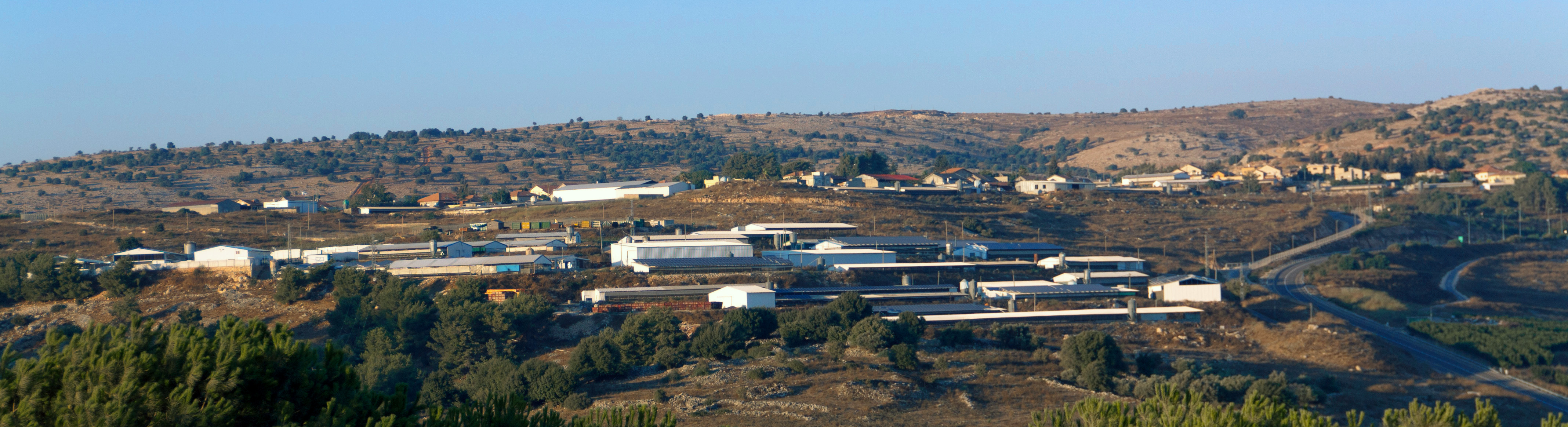
أفيفيم

أفيفيم ((بالعبرية: אֲבִיבִים))، هو موشاف (قرية زراعية) في شمال إسرائيل، في الجليل الأعلى. تبعد المستعمرة أقل من كيلومتر واحد (3،000 قدم) من الخط الأزرق مع لبنان، على أرض قرية صلحا الفلسطينية، التي هجر منها سكانها بعد مجزرة نفذتها القوات الإسرائيلية بتاريخ 18 أغسطس 1948. كان عدد سكانه في عام 2012 يبلغ 481 نسمة.

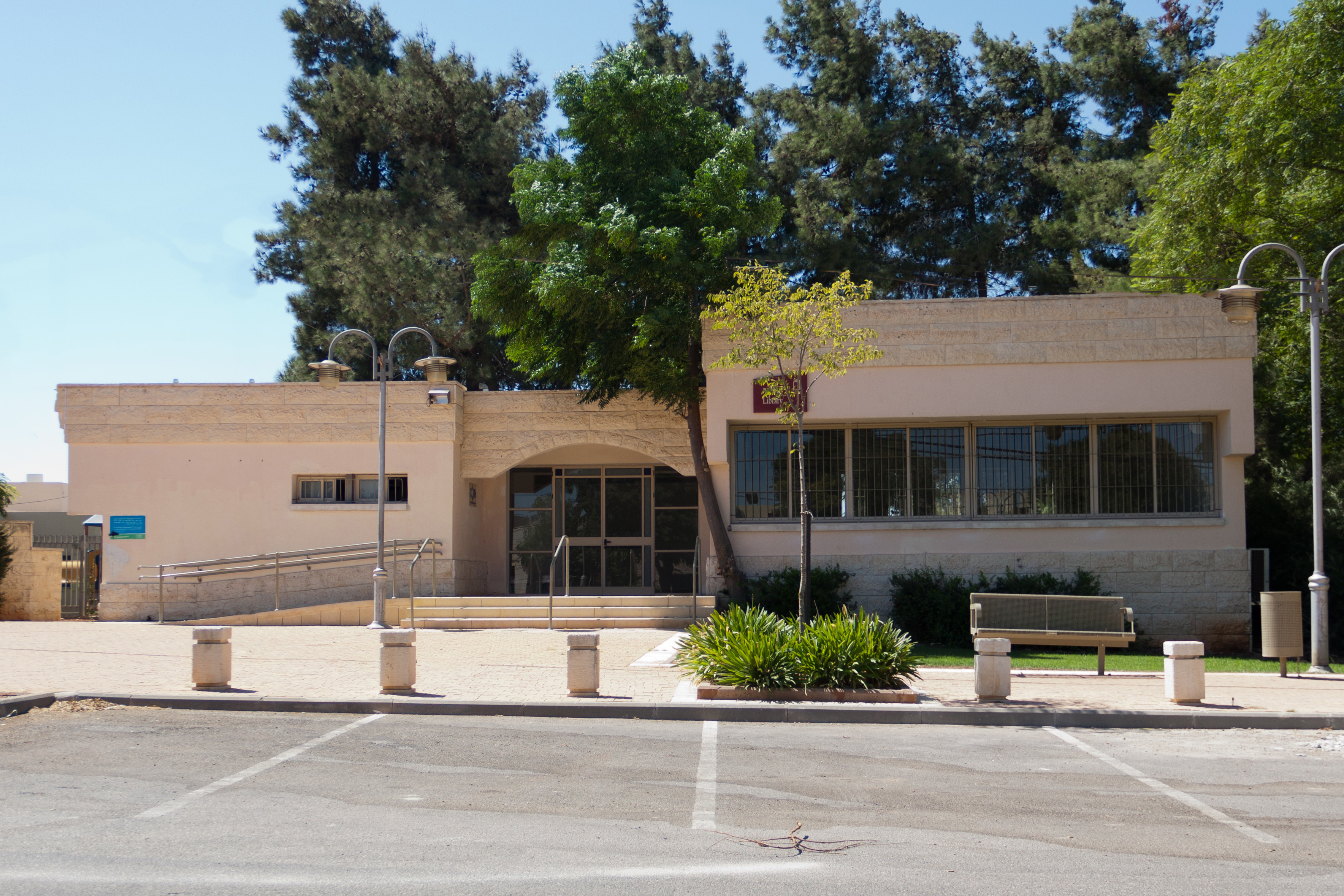
مكتبة أفيفيم

تأسس الموشاف في عام 1958، ولكن سرعان ما تم هجره بعد ذلك. أعيد إنشاءه في عام 1963 مع استيطانه من قبل مهاجرين من شمال أفريقيا، كان معظمهم من المغرب.